# Кругосвет
«Кругосвет» — универсальная электронная энциклопедия на русском языке. Энциклопедия развивается с 2000 года и, по данным на 2010 год, содержит свыше 12 700 статей (из них 7100 — биографии), более 12 100 иллюстраций, 600 политических, исторических и экономических карт, а также несколько исторических и политических документов. Основана на «Энциклопедии Кольера» — одной из трёх ведущих англоязычных универсальных энциклопедий (вместе с «Американской энциклопедией» и «Энциклопедией Британника»), издававшейся в США с 1952 по 1998 год.
Энциклопедия «Кругосвет» бесплатно доступна на сайте. Полную электронную копию можно купить на двух компакт-дисках или одном DVD-диске. На бумаге «Кругосвет» не издаётся.

## История
Презентация первого электронного издания энциклопедии на компакт-диске под названием «Мир вокруг нас» состоялась 23 мая 2000 года, издание осуществлялось при содействии «Института „Открытое общество“» (фонда Сороса). За основу был взят перевод 24-томной американской энциклопедии Кольера, к которому добавился значительный объём оригинального материала 187 русских авторов, специально написанный для этого издания, добавились новые статьи, приводилась русская библиография, обнаруженные ошибки, содержащиеся в американском первоисточнике, были исправлены и также учтены в последующих американских изданиях. Словник 2000 года составил около 60 тысяч слов, энциклопедия на диске содержала 7 тысяч крупных тематических статей, 3 тысячи биографических, подробный астрономический атлас, 600 карт и 8 тысяч иллюстраций. Была также предусмотрена возможность распечатки на принтере. Главным редактором выступил философ А. А. Яковлев. На базе этой энциклопедии, переработанной и дополненной, выросла энциклопедия «Кругосвет».

## Авторские права
Исключительными правами на содержание статей владеет издательство «Центрально-Европейский университет». Права на электронное издание на русском языке было передано их правообладающим издательством издателю энциклопедии ООО «Кругосвет». Географические и исторические карты были приобретены у издательства «Atlas Editions», при этом они были переведены и доработаны. Права на иллюстрации принадлежат ООО «Кругосвет». Права на электронную версию энциклопедии «Collier’s» (на английском языке) были в 1998 году приобретены у издательства «Collier’s» корпорацией Microsoft, и ныне она является частью энциклопедии «Encarta».

## Редакция
- Генеральный директор — Марина Юрьевна Цагарели.
- Главный редактор — Александр Викторович Добровольский.
- Редакторы — Ольга Рафаиловна Блюхер, Михаил Аркадьевич Липкин, Нинель Тихоновна Пащенко, Любовь Ярославовна Прокопенко.
- Технический директор — Алексей Вячеславович Туз

### Редакционный совет
- Джонатан А. Беккер — профессор, декан Бард-колледжа (США).
- Светлана Ивановна Демидова — заместитель руководителя Департамента образовательных программ и стандартов профессионального образования Федерального агентства по образованию РФ.
- Андрей Мельвиль — профессор, декан факультета прикладной политологии НИУ ВШЭ, доктор философских наук.
- Наталия Нарочницкая — доктор исторических наук, президент Фонда исторической перспективы.
- Смилга, Вольдемар Петрович — профессор, главный научный сотрудник Российского научного центра «Курчатовский институт».

## Авторы
На сайте энциклопедии «Кругосвет» имеется раздел «Авторы», в котором указаны составители энциклопедии. Однако многие из авторов, указанные в этом разделе, умерли задолго до появления энциклопедии «Кругосвет». Например, в качестве авторов данной энциклопедии указаны: биохимик Ханнес Альвен (1908—1995), кибернетик Норберт Винер (1894—1964), писатель Кингсли Эмис (1922—1995), теолог Рейнгольд Нибур (1892—1971), историк Льюис Мамфорд (1895—1990), фантаст Айзек Азимов (1920—1992), психолог Беррес Скиннер (1904—1990), философ Карл Гемпель (1905—1997), физик Перси Бриджмен (1882—1961) и др. Возможно, что это связано с тем, что они могли иметь отношение к «Энциклопедии Кольера», переводом которой является «Кругосвет».
Из российских авторов энциклопедии указаны: правозащитник Людмила Алексеева, архитектор Вячеслав Глазычев, геофизик Александр Городницкий, физик Вольдемар Смилга, искусствовед Виктор Берёзкин, историк Вадим Дамье, лингвист Андрей Зализняк, филолог Алексей Зверев и др.

## Финансы
«Кругосвет» существует за счёт финансирования от разных фондов[каких?], а также на доходы от продаж компакт-дисков и рекламы на сайте энциклопедии.

## Создание энциклопедии
По словам главного редактора, А. В. Добровольского, «Кругосвет» синтезировал и использует в своей работе не только «Кольерс», но и опыт и стиль БСЭ, «Британники», «Энкарты».